# Amphoropsyche cauca
Amphoropsyche cauca is een schietmot uit de familie Leptoceridae. De soort komt voor in het Neotropisch gebied.